# ONE FC: Rise to Power
ONE FC: Rise to Power é um evento de artes marciais mistas promovido pelo ONE Fighting Championship. O evento é esperado para acontecer em 31 de Maio de 2013 no SM Mall of Asia Arena em Pasay, Filipinas.

## Background
Essa será a segunda vista do ONE FC as Filipinas, após um evento de sucesso em Agosto de 2012 no Araneta Coliseum.
O evento terá a primeira defesa do Cinturão Peso Pena do ONE FC do campeão Honorio Banario contra o desafiante japonês Koji Oishi. A luta original contra o desafiante coreano Bae Young Kwon, que teve que se retirar da luta devido à compromissos militares com seu país.